# Washboard
Lo washboard (termine di lingua inglese traducibile con tavola per il bucato) è uno strumento musicale a percussione della famiglia degli idiofoni il cui uso ha avuto origine nella città statunitense di New Orleans nella prima metà del XX secolo.

## Storia
È stato ideato utilizzando appunto un'asse del tipo di quelle adoperate per lavare il bucato che erano in uso presso le massaie di molti paesi e a volte anche nelle lavanderie pubbliche di paese, almeno fino alla prima metà del XX secolo.

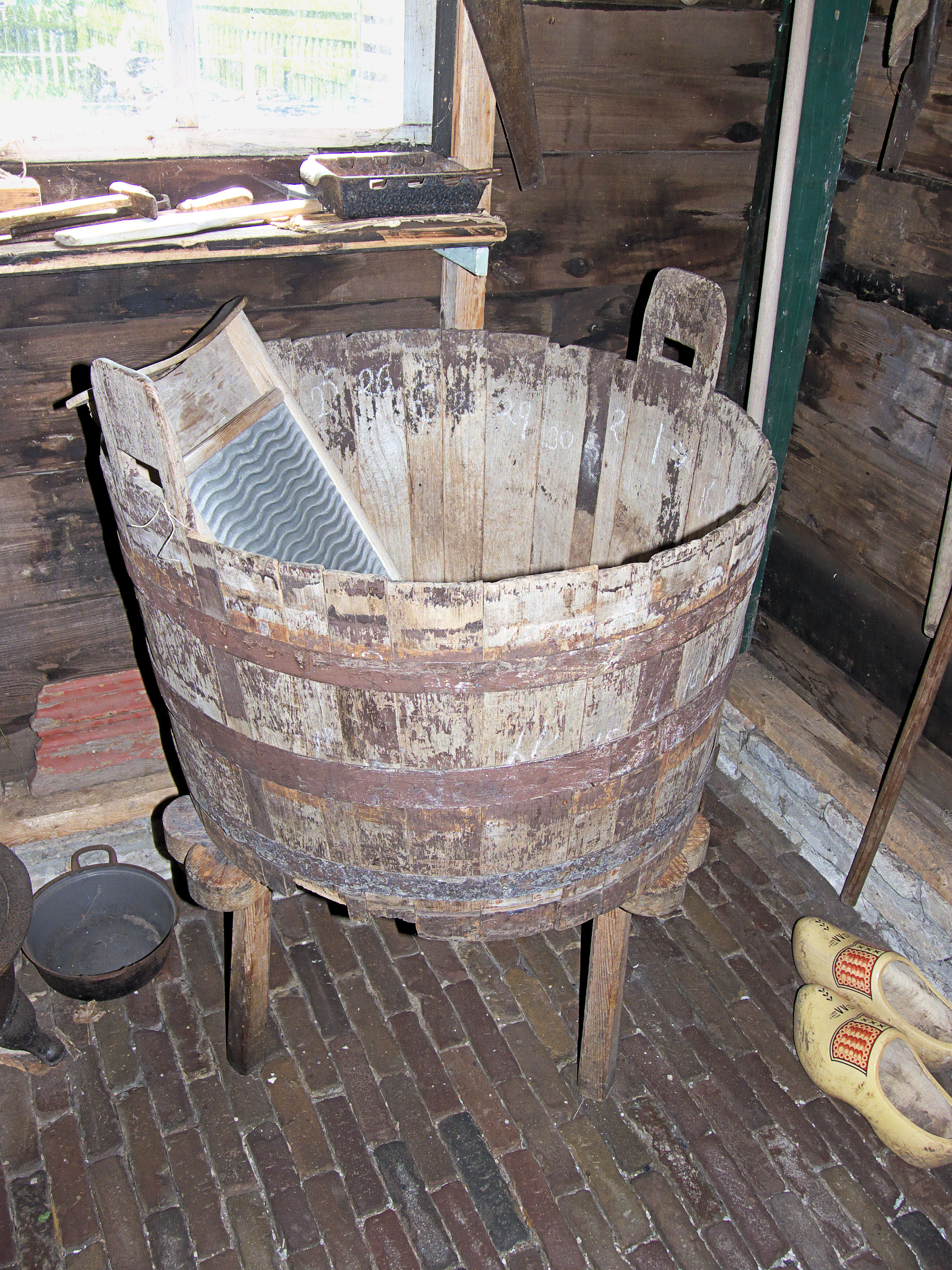
Una classica 'conca' per lavare i panni con il tradizionale asse su cui sfregarli

Con l'automatizzazione dei processi di lavaggio e con l'avvento delle moderne macchine lavabiancheria, l'asse per il bucato è caduta in disuso come strumento domestico pur ottenendo, da utensile, una rivalutazione come strumento musicale.

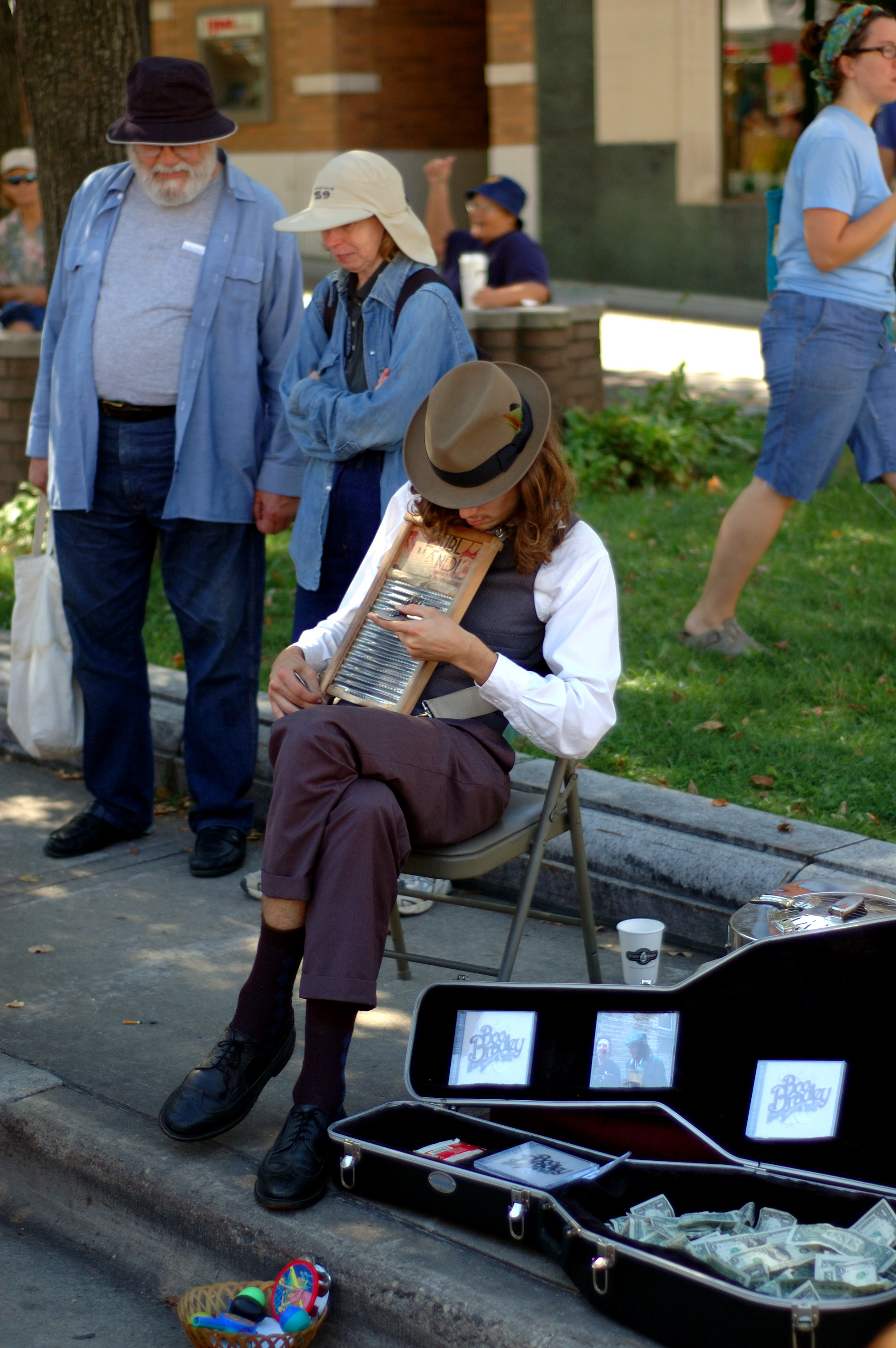
Un artista di strada mentre suona uno washboard

In principio, ad essere utilizzato come strumento musicale era una vera e propria tavola per lavare i panni che veniva percossa o sfregata per produrre un suono; successivamente, l'attrezzo ha subito modifiche nella sua struttura originale e adattato in maniera tale da produrre suoni musicali adeguati ottenibili percuotendo, a mano nuda oppure con le dita ricoperte da un ditale, la base piatta in alluminio (ma ne esistono anche modelli in legno o in acciaio inossidabile) inframezzata da scanalature. Molti suonatori modificano la propria washboard aggiungendovi campanelli da reception, lattine vuote e persino piatti da batteria in miniatura.
Utilizzato dalle jug band, è usato anche dagli artisti di strada che con esso si accompagnano nel canto nelle performance tenute lungo le strade delle città della Louisiana e del Tennessee.
Indossato talvolta come un corpetto, oppure tenuto appoggiato al ventre, viene usato soprattutto nel jazz, nello zydeco, nello skiffle (la musica in voga negli anni cinquanta, praticata anche dal gruppo musicale The Quarrymen, antesignani dei Beatles), nella musica cajun, nei blues del Delta del Delta del Mississippi, nel southern rock dei Black Oak Arkansas.